# 勝俣瞬馬
勝俣 瞬馬（かつまた しゅんま、1992年12月9日 - ）は、日本の男性プロレスラー。DDTプロレスリング所属。YouTuber。血液型B型。千葉県柏市出身。

## 経歴
2011年2月、TAJIRIが主催していたSMASHトレーニングキャンプに1期生として参加。しかし、デビューに至らず退団。
2013年にDDTに入団し、7月29日に新木場1stRING「闘うビアガーデン」で行われた「男色牧場classic」公開収録で中澤マイケルに指名されエキシビション。
2014年、3月21日、DDT後楽園ホール大会におけるダーク・マッチとして宮武俊と練習生エキシビションを行い、終了後に鶴見亜門GMより4月29日後楽園でのデビューを言い渡される。
4月29日、坂口征夫&マサ高梨戦でデビュー（パートナーはワンチューロ）。ドロップキックも繰り出すが、最後は坂口のスリーパーホールドでギブアップしてしまう。
9月27日よりSMASHで同期だった篠瀬三十七率いるASUKA PROJECTのトーナメントに参戦。高橋匡哉とのシングルでデビュー後初勝利。9月28日、DDT後楽園ホール大会にて、11月28日旗揚げの新プロジェクト「DDT NEW ATTITUDE」への移籍が発表、DDTへはレギュラー参戦という形になる。
2015年、大石真翔とのタッグチームKAT-TOOで活動。
2016年5月29日、大石真翔、井上麻生とともにアイドルユニット「NωA」を結成することを命ぜられる。
2018年、NωAを解散し竹下幸之介、彰人が所属するユニットALLOUTに加入。2月25日、宮本裕向が保持するDDT EXTREME級王座に挑戦(形式はハードコア＋αマッチ)。その際にアイテムとして画鋲を持ち込み大健闘をみせた。
2019年、ハードコア、デスマッチ戦線に参入。年越しプロレスにて塚本拓海、星野勘九郎組を相手に初の蛍光灯デスマッチを行う（パートナーは佐久田俊行）。
2020年9月、大日本プロレスで開催される最侠タッグトーナメント2020のデスマッチブロックに伊東竜二とのタッグで出場。結果は決勝戦で"大神(橋本大地&神谷英慶組)"に敗れ準優勝。
2021年2月、高木三四郎にスーパー銭湯内でのアイアンマンマッチに勝利しEXTREME王座初戴冠。3月、ALLOUT解散。同じくALLOUT所属の竹下、当時無所属だったMAO、上野勇希と前年より結成していた「DDTサウナ部」を発展させる形でユニット「The37KAMINA」を結成。6月、竹下とのタッグでKO-Dタッグ王座を獲得。
2023年1月、MAOとのタッグ「しゅんまお」でCDK（高梨将弘・クリス・ブルックス組）を破りKO-Dタッグ王座を獲得。5月3日には秋山準からEXTREME王座を奪取し二冠となるも、21日の岡谷英樹との初防衛戦中に右足距骨を粉砕骨折。試合には勝利するも両王座の返上、長期休場を余儀なくされた。
2024年1月3日、復帰。同日の試合後に休場中に王者となった平田一喜の持つEXTREME王者への挑戦を宣言した。

## 得意技
¡Hasta la vista!（アスタラビスタ）
ファイヤーマンズキャリーに担いでのライトニングスパイラル。2018年より使用しているフィニッシャー。
ディエゴ帰国前最後のシングルに向けて開発するも使用できないまま敗北。スペイン語で「またいつか」の意味の技名。
ととのえスプラッシュ
気をつけの姿勢で踏み切るダイビングボディプレス。Hi69のストゥーカスプラッシュと同型。
ムーンサルトプレス
ライオンサルト
450°スプラッシュ
ムーンサルトフットスタンプ
アウフグース
コーナートップに座った状態からリング内の相手に手四つを仕掛け、トップロープから両手を掴んだまま相手の肩口めがけて飛ぶダイビングフットスタンプ。技名はサウナ用語から。
スワンダイブ式Xファクター
スワンダイブで繰り出す開脚式フェースバスター。
サマーソルトキック
高速カサドーラ
ネビュラストーム
片足タックルで相手の足を捉えつつ自らも前転し相手を丸め込む。
ライトニングスパイラル
鉄柱越えケブラーダ
勝俣式断頭台(仮)
相手の左腕に自分の右足をかけた状態でジャンプし、右膝を相手の首元に当てながらリングに叩きつける。
ブロック玩具
ハードコアマッチの凶器として愛用。リング状にばらまいた上に相手を投げ落とす。プラスチックバットに釘バットの要領でブロックを張り付けた凶器と併用する。

## タイトル歴
DDTプロレスリング
- DDT EXTREME級王座 : 2回（第50代、第57代）
- KO-Dタッグ王座
  - 第70代（パートナー：竹下幸之介）
  - 第76代（パートナー：MAO）
- KO-D6人タッグ王座
  - 第24代（パートナー：樋口和貞&岩崎孝樹）
  - 第29代（パートナー：大石真翔&MAO）
  - 第34代（パートナー：竹下幸之介&彰人）
  - 第39代（パートナー：竹下幸之介&飯野雄貴）
  - 第57代　(パートナー　:夢虹&須見和馬)
- KO-D10人タッグ王座
  - 第8代（パートナー：上野勇希&MAO&小嶋斗偉&青木真也）
- アイアンマンヘビーメタル級王座 : 8回（第1014代、第1049代、第1057代、第1517代、第1542代、第1554代、第1735代、第1737代）
- Ultimate Tag League
  - 2021年優勝（パートナー：竹下幸之介）

## 人物・エピソード
- 幼い頃、アジャ・コングに抱っこされた事があった。約20年後、自身がプロになり再会して再び抱っこしてもらった[8][9][10]。
- DDTは2012年限りで入団テストを廃止して新たな練習生制度に移行されており、そのデビュー第1号である[2]（ユニオンプロレスを含めると河村知哉が先にデビューしている）。
- 練習生の頃より地元にある「ベストストレッチ」でトレーナーとして勤務していた[1]。
- ハードコアマッチにて多くの場合、顔面にペイントをあしらった姿（通称:スーパーハードコア勝俣）で登場する。
- ｢ちょび｣という名前でYouTuberをしていたがプロレスラーになるタイミングでYouTubeを引退。YouTuber時代はゲーム実況や雑談、商品紹介などをし、ワタナベマホトとも仲が良くコラボをしたりしていた。現在でも交友関係があり、ワタナベマホトをはじめPDRなどが試合を見に来たりしている。
- 2021年3月にオープンしたサウナ「Sea Sauna Shack」の総支配人を務めている[11]。

## 入場曲
MONSTER/ピーマン事件

## テレビ出演
- B2takes!TV「チカメンですけど何か？」(TOKYOMX2)  2017年4月30日、5月7日
- 日本テレビ「ダウンタウンのガキの使いやあらへんで! 大晦日SP『絶対に笑ってはいけない青春ハイスクール24時!』」（保護者会メンバー） 2019年12月31日 - 2020年1月1日
- TBSテレビ「マツコの知らない世界」 『絶景でととのう!サウナ旅の世界』プレゼンター 2022年6月21日